# Censimento del Regno Unito del 1871
Il Censimento del Regno Unito del 1871 fu un censimento del Regno Unito di Gran Bretagna e Irlanda effettuato il 2 aprile 1871. Aggiunse le categorie di "pazzo" a quelle registrate come infermi.
La popolazione totale di Inghilterra, Galles e Scozia fu registrata in 26.072.036 individui.

## Censimenti
| Precedente | Censimento del Regno Unito | Successivo |
| ---------- | -------------------------- | ---------- |
| 1861       | 1871                       | 1881       |